# Masquerade (film 1988)
Masquerade è un film del 1988, con protagonisti Rob Lowe e Meg Tilly.

## Trama
Un giovane skipper fa innamorare di sé una ricca ereditiera allo scopo di sottrarle il patrimonio. Lo skipper è d'accordo con Tony, il patrigno della ragazza, e il poliziotto Doug, anch'egli vecchia fiamma della ragazza. Quando il patrigno viene incidentalmente ucciso nel corso di una lite, i suoi piani dovranno cambiare.

## Curiosità
Due attrici che recitano in questo film, Kim Cattrall e Dana Delany, torneranno successivamente in auge negli anni 2000, rispettivamente grazie ai telefilm Sex and the City e Desperate Housewives.